# کنتاکی (آلاباما)
کنتاکی (به انگلیسی: Kentuck) یک منطقهٔ مسکونی در ایالات متحده آمریکا است که در شهرستان تالادیگا، آلاباما واقع شده‌است. کنتاکی ۳۳۸٫۹۴ متر بالاتر از سطح دریا واقع شده‌است.